# Jacob Schweppe
Jacob Schweppe, född 16 mars 1740 i Witzenhausen i Hessen i Tyskland, död 18 november 1821 i Genève i Schweiz, var en tysk urmakare och silversmed. Han är mest känd som skaparen av varumärket Schweppes. 1783 patenterade han en metod för att framställa kolsyrat vatten. Vattnet var från början avsett för medicinskt bruk. 1790 grundade han en fabrik i London för tillverkning av sodavatten.